# نکی
نِکی (انگلیسی: Nekki) یک استودیو و کمپانی بازی سازی برجسته روسی است که به دلیل توسعه بازی‌های اکشن و استراتژیک مانند سری وکتور و مبارزه سایه مشهور شده‌است.این استودیو در سال ۲۰۰۲ توسط دیمیتری ترخین، که همچنین مدیر عامل فعلی نکی است، تأسیس شد. واژهٔ «نِکی» یک واژهٔ ژاپنی، به معنای «اشتیاق» است. شعار این استودیو نیز «ما احساسات را ایجاد می‌کنیم!» می‌باشد.

## آمار
تعداد کل کاربران ثبت شده برای بازی‌های نکی در سطح جهانی بیش از ۵۰۰ میلیون نفر است.

## بازی‌های طراحی شده
| نام                | سیستم عامل                                                              | تاریخ ساخت    |
| ------------------ | ----------------------------------------------------------------------- | ------------- |
| مبارزه سایه        | اندروید، فیس‌بوک، آی‌اواس، مایکروسافت ویندوز، نینتندو سوییچ               | ۱۲ فوریه ۲۰۱۱ |
| وکتور              | اندروید، آی‌اواس، آی‌پد، مایکروسافت ویندوز                                | ٢٠١٢          |
| مبارزه سایه ۲      | آی‌اواس، اندروید، مایکروسافت ویندوز، نینتندو سوییچ، سیستم‌عامل‌های مکینتاش | ۹ اکتبر ۲۰۱۳  |
| مبارزه سایه ۳      | اندروید، آی‌اواس                                                         | ۱۷ ژوئیه ۲۰۱۷ |
| "مبارزه سایه چهار" | اندروید،آی او اس                                                        | ۲۰۲۲          |